# مانغيونغدي-غويوك
مانغيونغدي-غويوك هي بلدية أو مديرية في بيونغيانغ عاصمة كوريا الشمالية.